# Maláthyros
Maláthyros, en grec moderne : Μαλάθυρος, est un village du dème de Kissamos, dans le district régional de La Canée, de la Crète, en Grèce. Selon le recensement de 2011, la population de Maláthyros compte 89 habitants. Le village est situé à une altitude de 315 m et à une distance de 48 km de La Canée.

## Recensements de la population
| Recensements | 1900 | 1920 | 1928 | 1940 | 1951 | 1961 | 1971 | 1981 | 1991 | 2001 | 2011 |
| ------------ | ---- | ---- | ---- | ---- | ---- | ---- | ---- | ---- | ---- | ---- | ---- |
| Population   | 322  | 332  | 344  | 379  | 300  | 310  | 259  | 205  | -    | 214  | 89   |